# Mascaromyia frolovi
Mascaromyia frolovi är en tvåvingeart som beskrevs av Grichanov 1996. Mascaromyia frolovi ingår i släktet Mascaromyia och familjen styltflugor. Inga underarter finns listade i Catalogue of Life.